# アメリカ合衆国情報安全保障監督局
アメリカ合衆国情報安全保障監督局（アメリカがっしゅうこくじょうほうあんぜんほしょうかんとくきょく、英語：Information Security Oversight Office、通称：ISOO、アイスー）は、1978年12月1日にカーター大統領の行政命令第12065号（国家安全保障情報）によって設立された政府機関。国家安全に関わる機密情報を扱う機関であるため、組織的にはアメリカ国立公文書記録管理局 (NARA) に属するが、方針やガイドラインはアメリカ国家安全保障会議の指示に従う。

## 概要
アメリカ合衆国政府各機関で統一して使用される機密レベル分類システム（後述）や国家産業安全保障計画（後述）の方針を決定し、監督する。アメリカ国家と国民を守るために国家安全保障に関わる情報を守る一方で、必要最低限の情報のみを機密化し、保護される必要のなくなった情報は速やかに一般公開することを目標にしている。活動内容は以下の行政命令2つが柱となっている。
- 行政命令第12829号（国家産業安全保障計画）およびその修正条項（後述）
- 行政命令第12958号 およびその修正条項（後述）

2007年現在、約65の政府機関を国防総省チーム、外交・諜報活動・国土安全保障・エネルギー・運輸チーム、民間チームの3つに分けて連絡を取り合っている。

## 機密レベル分類システム

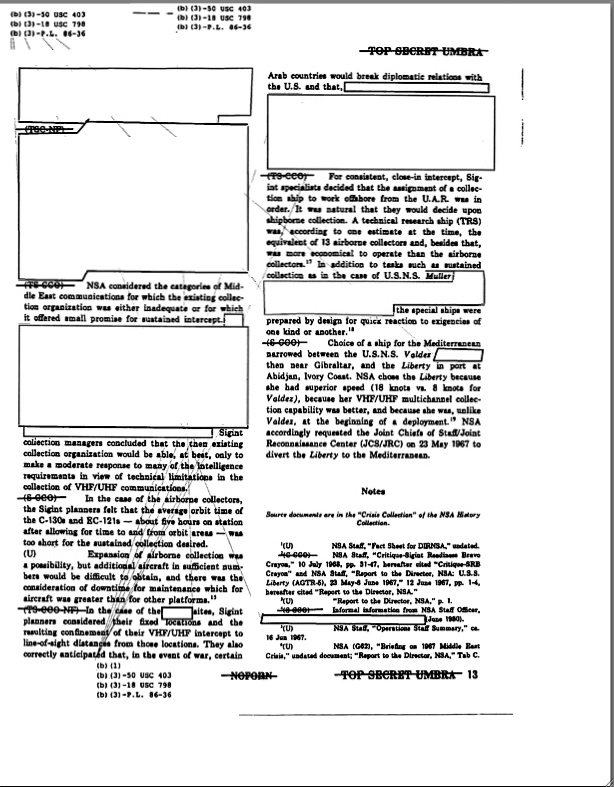
リバティー号事件に関するアメリカ国家安全保障局の報告書。最高機密文書であったが、大統領行政命令第12958号に則り25年後の2003年7月に審査を経て部分的に一般公開された。機密解除となったため、ページ上部と下部に表記されている最高機密通信傍受情報が含まれていることを表すコード名 (TOP SECRET UMBRA) が線で消されている。ただし空白部分は25年経っても国家の安全に影響があると判断されて未だに非公開となっている情報。

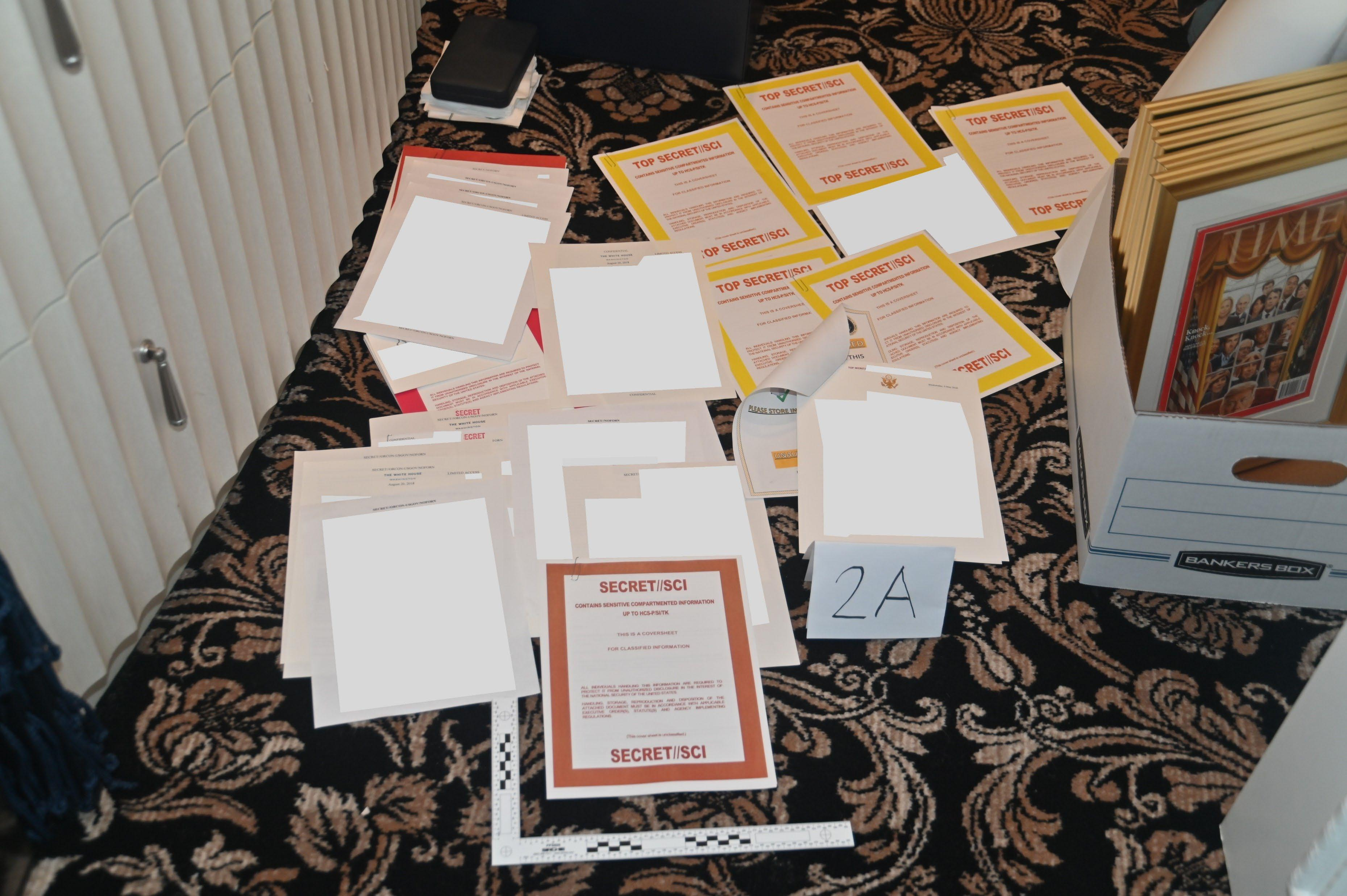
ドナルド・トランプの邸宅マー・ア・ラゴでFBIによって押収された機密文書。FBIによるマー・ア・ラゴの捜索も参照

アメリカ合衆国の情報管理は大きく分けて公開 (Unclassfied 非分類)と非公開 (Classified 分類)がある。
1. 最高機密 (Top Secret) セキュリティー レベル3。情報の内容または情報の収集手段が一般公開されると国家安全に絶大な損害を与えるもの。最高機密扱いになる書類は少ない。
2. 極秘 (Secret) セキュリティーレベル2。一般公開されると国家安全に深刻な損害を与えるもの。大部分の資料は極秘扱いになっている。
3. 秘 (Confidential) セキュリティーレベル1。一般公開されると国家安全に損害を与える可能性のあるもの。

の三段階に分類される。非公開情報を閲覧するにはクリアランス（安全証明）が要求される。クリアランスは、それぞれのセキュリティーレベルに見合うだけの身上調査を受けて潔白であることが証明された者にのみ発行される。とくに暗号理論、軍事衛星、諜報活動、核兵器に関わる者については更に厳しい調査が行われる。
もっとも、SECRET（秘密）以上の閲覧権限を持つ人間は、400万人いる。
また、Need to know (必知事項) が設定されることもある。これは「機密情報の管理者がとるべき防衛手段の基準」であり、「Top Secret と Confidential の中間的機密」である。必知事項を取り扱うとき、「管理者は情報開示前に、その受け取り手となる人物にとって任務遂行上その情報が不可欠かどうか確認しなくてはならない」

秘密文書などには、いろいろな機密レベルの標識がついていることがある。
最近の情報公開文書の中には、機密分類も抹消しているものがある。
- 特殊アクセスプログラム（SAP：Special Access Programs）最高機密分類。すべて機密のものと、内容だけ機密のものと2種類ある。SCIは国家情報長官 (DNI) の管轄下であるが、SAPは政府の数人の高官が指定する[7]。そのためSAPとSCIの分類は微妙であり、政府部内で解釈が一致していない。
- コードワード(Code word)（SCI：Sensitive Compartmented Information）最高機密だけではなく、種類ごとに閲覧制限をかける。「最高機密」閲覧可能だけでは見ることができない（SECRETのSCIもある）。

ソ連高官（書記長を含む）の自動車電話盗聴作戦はGAMMA GUPYであった。閲覧できるのは極めて高いGAMMAレベルの閲覧許可＋GUPYの閲覧許可の両方が必要であった。
ベノナ作戦の暗号名は暗号名からの情報漏れを防ぐために、数種類あった。
通信傍受情報の最高レベル（解読関係者以外の閲覧権限は数十人）はDINAR(1961–65),TRINE(1965–68),UMBRA(1968-99)などであった。（DINARという名前が政府高官のミスで漏れた時、即座にTRINEに変更した。）
偵察衛星情報のうちキーホール作戦の情報はTK：TALENT KEYHOLEであり、最高機密、偵察衛星情報、通信傍受情報、TALENT、TALENT KEYHOLEの4つ以上の資格が必要であった。
- TSC:Top Secret Codeword
- 発行者管理OC:ORCON：Originator Controlled 配布とコピーは作成者のみ可能。一連番号で管理。
- 民間企業情報PRORIN：民間企業から得た情報を含む[13]。
- 限定配布（LIMDIS:Limited distribution)NOFORNがつく場合がある。
- 正規職員のみ (NOCONTRACT)[14]
- 黙読のみ(EO:EYES ONLY)・・口に出してはいけない。メモを取るのも禁止。
- 情報収集手段[15]を含む(WNINTEL:Warning Notice -- Intelligence Sources & Methods Involved)
- 5カ国のみ（FVEY：Five Eyes Only)アングロサクソン5カ国（米、英、豪、カナダ、ニュージーランド）[16]
- 米国人のみ(NF：NOFORN：No Foreign Nationals)
- コミント(COMMINT)通信傍受情報を扱うきわめて人数の少ない情報。ただし機密情報の受け渡し方法を制限するために、通信情報でなくても「HANDLE VIA COMINT CHANNELS ONLY」という扱いにして、情報漏れを防ぐこともある。（2011年からSI：Special Intelligenceを利用）

秘密分類は、文書、章、節、ページごとについている場合がある。例えば2013年の文書の例を挙げる。
全体 SECRET//SI//NOFORN、表紙 (p1)：UNCLASSFIED//FOUO、p10：SECRET//NOFORN、p11：UNCLASSFIED//FOUO、p18：SECRET
逆にきわめて機密度の高い1986年の文書の例では、全ページに同一の最高機密制限がかかっている。
TOP SECRET/UMBRA/GAMMA/WNINTEL/NOFORN/NOCONTRACT/ORCON
また公開情報の中にも、
- 機微であるが非分類 (Sensitive But Unclassified)
- 官用のみ (FOUO:UNCLASSIFIED//FOR OFFICIAL USE ONLY)

といったレッテルが貼られて取り扱い注意 (Restricted)となり簡単に閲覧・入手できないものがある。審査を通って一般公開されることになった非公開情報は機密解除(declassified)扱いとなる。

## 国家産業安全保障計画 (NISP)
国家産業安全保障計画 (NISP)とは1993年にジョージ・H・W・ブッシュ大統領が発令した行政命令第12829号によって設立され、民間企業に対する機密文書の公開の必要性を審議し監督する。この計画方針の決定権は国家安全保障会議にあるが、遂行の権利はISOO局長が持つ。ISOOの指示のもと、権利上はアメリカ合衆国国防長官が執行官となるが、NISPは4つの異なる安全保障機関に所轄権を与えている。アメリカ国防総省、アメリカ合衆国エネルギー省、アメリカ中央情報局、アメリカ合衆国原子力規制委員会 (Nuclear Regulatory Commission) の4つで、それぞれに平等の権力がある。

## 行政命令第12958号
1995年にクリントン大統領によって発令された行政命令。文書の機密化の新基準を設け、米国の安全保障史や外交史関連の書類の8億枚近くを公開した。この行政命令の成果の一つとして、諜報機関が20年以上も千里眼を始めとする超能力の調査（スターゲイト・プロジェクト）を行っていたことが判明した。またクリントンが一般公開を望んでいたロズウェル事件などUFO関連の記録も対象となった。

### 改正命令
しかし大量の政府資料が審査不十分のまま、自動的に機密を外して一般公開されたため国家安全に関わる情報などの漏洩の恐れがあり、クリントン自身が1999年に第13142号でこの命令を改正し、資料の内容を再検討して国家安全を脅かす可能性のある資料は再び非公開することになった。2003年3月25日にはジョージ・W・ブッシュ大統領の行政命令第13292号によって、国家間テロリズムに対する防衛を含む国家安全情報の機密化、漏洩阻止、一般公開化の統一システムが改正された。

## 諸機関間安全保障上訴委員会 (ISCAP)
アメリカ合衆国政府の業務資料は30年経つと公文書館であるNARAに所有権を移行され一般公開されるが、資料作成後30年以内は特別な許可がないと閲覧が不可能で所有権も資料を発行した官庁が持っている。また行政命令第12958号によって機密資料は発行日の25年後に審査を経て一般公開されることに定められている。発行日より25年目以降の審査を請け負うのがISOOである。
米国では情報自由法に則って公開規定日より前に非公開資料の閲覧を請求する者が多く、機密文書を25年以内に公開する場合の審査は、ISOOではなく諸機関間安全保障上訴委員会 (ISCAP)が行っている。機密解除しない政府機関の調査なども行い、日本の情報公開・個人情報保護審議会に相当するものである。ISCAPも行政命令第12958号により設立され、NARA、CIA、国家安全保障問題担当大統領補佐官、国務省、国防総省、司法省からの代表者6名で構成されている。大統領がこの6名の中からISCAPの委員長を任命する。ISOO局長がISCAPの事務局長を兼ね、ISOOの職員がISCAPの事務などを行っている。